# 安塔蘭格拉山
11°33′26″S 76°25′43″W / 11.55722°S 76.42861°W
安塔蘭格拉山（Anta Ranra），是秘魯的山峰，位於該國中南部利馬大區，由瓦羅奇里省的萬薩區負責管轄，屬於安地斯山脈的一部分，海拔高度4,800米。